# Garlich Duren
Garlich Duren (* um 1475; † 1532) war als friesischer Häuptling, Territorialherr sowie zeitweise Mitglied des Regentschaftsrats der Herrschaft Jever.

## Herkunft
Die Familie siedelte im damaligen Rüstringen und Östringen. Der Vater kam aus Tengshausen (auch „Taddinghusen“, „Taingshusen“) im Wangerland. An seinem späteren Wohnort Butjadingen geriet er in Konflikt zur Obrigkeit und musste ihn verlassen. Vor 1468 nahm er in der Herrschaft Jever Zuflucht bei Häuptling Tanno Duren, Urenkel des Häuptlings Edo Wiemken, bewährte sich und heiratete schließlich in dessen Familie ein. Seitdem durfte er sich „Duren (auch: Düren, Diuren) von Tengshausen“ nennen.

## Aufstieg
Edo Wiemken der Jüngere (1468–1511), Sohn des Tanno Düren, wurde dessen Nachfolger als Häuptling der Herrschaft Jever und hatte für den Fall seines Todes vor Volljährigkeit seiner Kinder bestimmt, dass die Regierung der Herrschaft bis zur Volljährigkeit des ältesten Kindes durch „fünf der vornehmsten und mächtigsten Häuptlinge des Landes“ als Regentschaft ausgeführt werden sollte. Zu den von Edo Wiemken benannten Regenten gehörte auch der mit ihm verschwägerte Garlich Duren:

„Dir oder Dür ist ein alter Friesischer (sic) Name; und Einer (sic) der Vormünder unseres Junkers Christoph und seiner Geschwister führte den Namen: Garlich Düren oder Diren.“

So stieg Garlich Duren, als Edo Wiemken d. J. 1511 starb, zum Mit-Regenten der Herrschaft Jever auf und bestimmte damit die innere Politik der Herrschaft Jever mit. Im Jahr 1514 war Garlich Duren an einem Abkommen beteiligt, dass die Position des Gegners Graf Edzard von Ostfriesland stärkte. Von 1517 bis 1520 war Garlich außerdem Drost von Wittmund.

## Scheitern und Tod
Als der einzige männliche Nachkomme von Edo Wiemke d. J., Junker Christopher, 1517 vorzeitig starb, war Garlich Duren als Zeuge am Versuch des Grafen Edzard von Ostfriesland beteiligt, seinen Machtbereich auf das Jeverland auszudehnen. Unter militärischem Druck wurde ein Heiratsvertrag ausgehandelt, „um künftighin zwischen Ostfries- und Jeverland eine beständige Ruhe, Frieden, Einigkeit und Vertraulichkeit zu haben“. Demnach sollte einer von Edzards Söhnen, bei deren vorzeitigen Tod er selbst, eine der Jeverschen Erbtöchter heiraten.:

„Den 26 Octob. kam dieser Vergleich zum Schluß, und halffen denselben Garlich Diuren, Omme zu Middoch, Rickleff zu Roffbausen, Rickleff zu Vischhausen, Ubbe Schreiber, Carsten Wandscherrr, Bürgermeister zu Jever, und Johann Lammers vollziehen.“

Die ostfriesische Seite hielt aber den Heiratsvertrag nicht ein, sondern besetzte 1527 die Herrschaft Jever; Garlich Duren und die anderen Mit-Regenten unterwarfen sich den ostfriesischen Grafen. Maria von Jever dagegen, inzwischen Alleinerbin und seit Jahren volljährig, umging die Regenten zunehmend durch eigenständiges Handeln. Als sie 1532 Ansprüche auch auf Ländereien erhob, die bisher ihren Regenten als Häuptlingen unterstanden, kam es zum offenen Konflikt zwischen ihnen und Maria. Garlich Duren und sein Sohn Dirk Garlichs versuchten zusammen mit den anderen Regenten, ihre bisherigen territorialen Rechte zu erhalten, indem sie militärisch gegen Maria vorgingen: 1532 belagerten Garlich Duren, sein Sohn Dirk sowie Ubbe von Knyphausen mit ihren Landsknechten Jever, das Machtzentrum und den Zufluchtsort von Maria. Der Versuch misslang und Garlich Duren fiel bei der Belagerung. Maria von Jever regierte das Jeverland in der Folgezeit mit der Unterstützung Kaiser Karls V. Als somit unanfechtbare Regentin ließ sie 1535 die Güter Garlich Durens beschlagnahmen.

## Nachkommen
Wie in dieser Region bis ins 17. Jahrhundert auf Grund des patronymischen Namenswechsels üblich, hatten die Kinder von Garlich Duren einen Nachnamen entsprechend dem Vornamen ihres Vaters ergänzt um ein „s“, also Garlichs. Zu den dokumentierten Nachkommen gehören unter anderen Diedrich Garlichs, August Garlichs, Bernhard Garlichs, Hermann Garlichs, Rudolf Garlichs, Ariane Garlichs, Dietrich Garlichs und Christoph D. Garlichs.